# Dundee Castle
Dundee Castle ist eine abgegangene Burg in der schottischen Stadt Dundee. Heute steht an ihrer Stelle die St Paul’s Cathedral.
Im 13. Jahrhundert wurde Dundee von König Wilhelm dem Löwen zum Royal Burgh ernannt. William Wallace belagerte die Burg 1297, vor der Schlacht von Stirling Bridge. Bereits 1296 und nochmals 1303 wurde Dundee Castle von den Engländern eingenommen. König Eduard I. von England besuchte die Burg beide Male und ließ dort Reparaturen vornehmen. Der schottische König Robert the Bruce eroberte die Burg 1313 zurück und ließ sie zerstören.